# Karel Baert
Karel Baert (Leuven, 1960) is een Belgisch bestuurder.

## Levensloop
Baert behaalde een Master in de Rechten aan de Katholieke Universiteit Leuven. Daaropvolgend nam hij deel aan het programma voor buitenlandse advocaten van de Deutscher Akademischer Austauschdienst (DAAD) in Tübingen, Düsseldorf en München.
Hij begon zijn carrière als advocaat bij Loeff Claeys Verbeke (nu Allen & Overy) in Brussel. Van 1985 tot 1995 werkte hij bij Deutsche Bank waar hij diverse managementfuncties bekleedde in corporate en retail banking in België en in Duitsland. In 1995 vervoegde hij Bpost waar hij Algemeen Directeur Retail werd, een functie die hij later combineerde met deze van Gedelegeerd Bestuurder van Bpost Bank. In 2000 vervoegde hij de consulting en executive search firma Egon Zehnder. Hij werd er partner in 2006 en specialiseerde zich in (vaak internationale) opdrachten in de financiële en de publieke sector. Hij werkte daar vanuit het perspectief van het talentmanegement in brede zin, waar hij een uniek zicht kreeg op de samenleving en dan met name op de financiële sector.
Baert was onder andere bestuurder bij Academische Stichting Leuven, University Colleges Leuven-Limburg en het Instituut voor Tropische Geneeskunde te Antwerpen (ondervoorzitter).
In april 2020 werd hij CEO van Febelfin, de federatie van de financiële sector in België, in opvolging van Karel Van Eetvelt. Vanuit deze functie bekleedt hij ook bestuursmandaten bij onder andere het Verbond van Belgische Ondernemingen (VBO) en de European Banking Federation (EBF).

## Publicaties
Karel Baert is de auteur van verschillende publicaties over thema's zoals duurzaamheid in de financiële sector, Brexit en de implicaties voor Brussel als financieel centrum en het fenomeen phishing en andere vormen van onlineoplichting.